# 古希腊戏剧

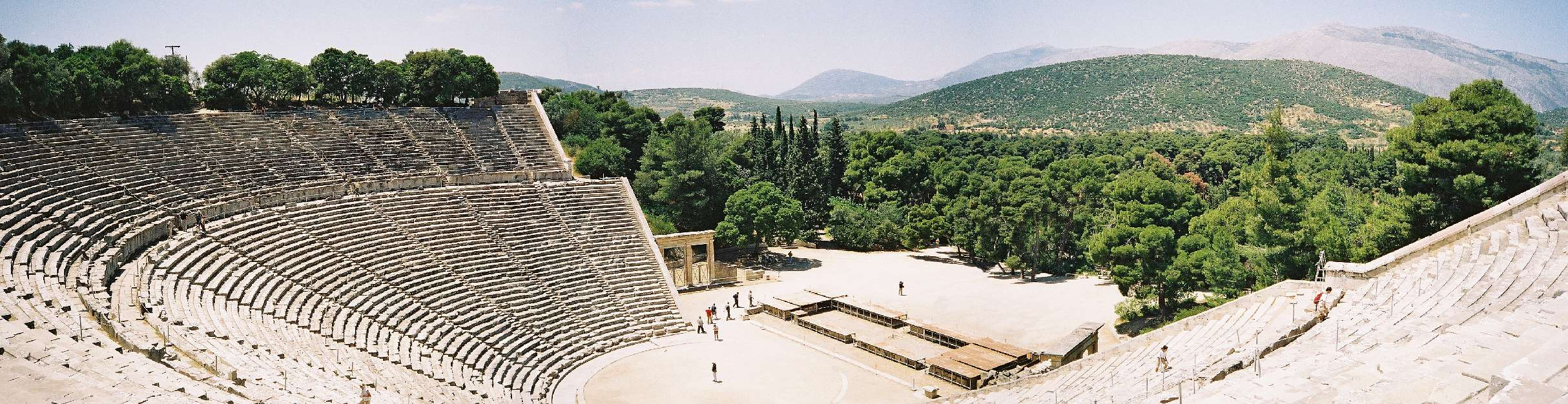
古希腊剧场俯瞰图

古希臘戲劇是指大致繁榮於公元前6世纪末至前4世纪初之間的古希臘世界的戲劇。当时古希臘的政治和軍事中心雅典城同時也是古希臘戲劇的中心。雅典的悲劇和喜劇也包括在全世界範圍內出現最早的戲劇形式之中。古希臘的劇場和劇作對西方戲劇和文化的發展產生了持續而深遠的影響。

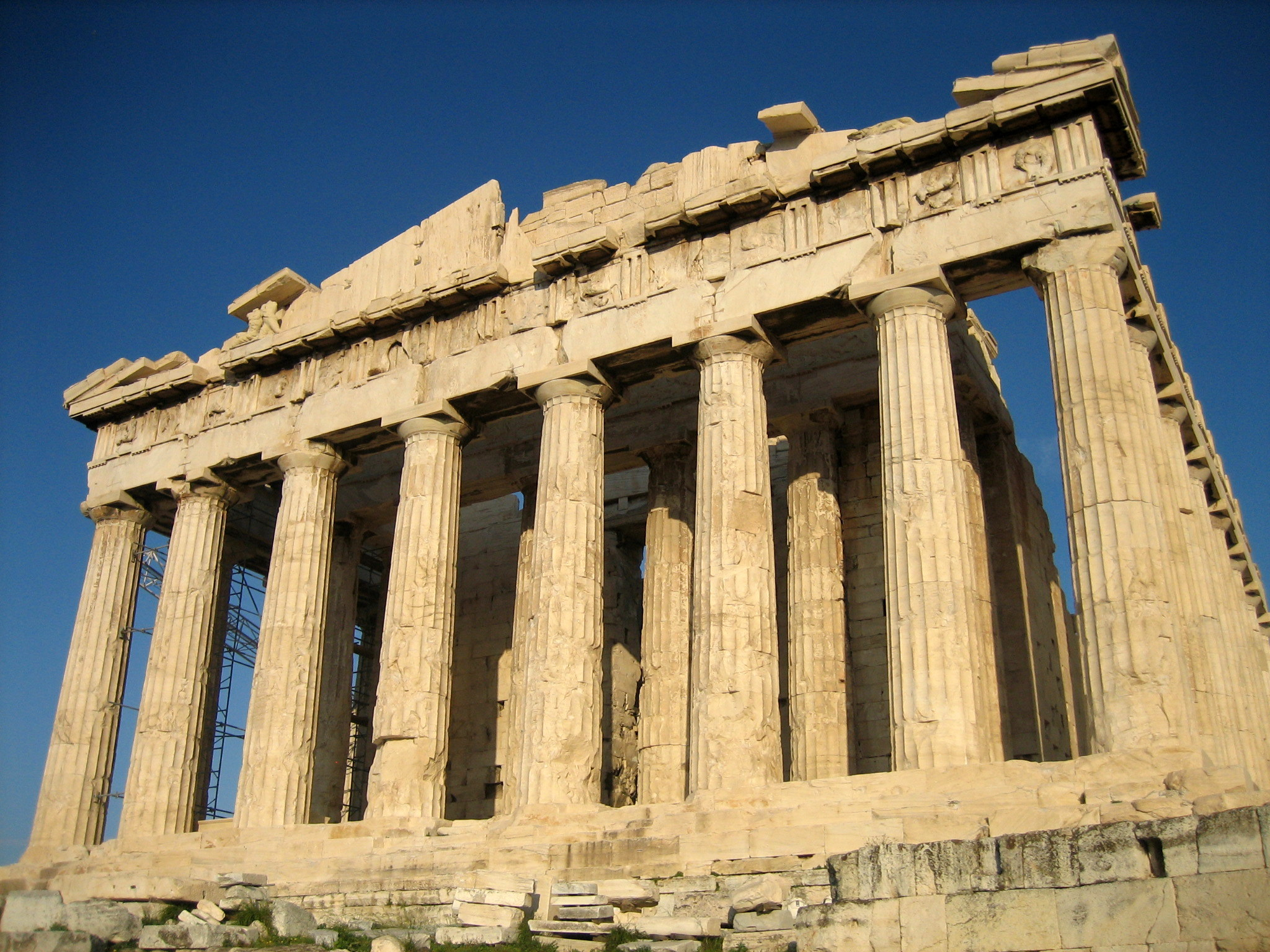
位于雅典卫城的帕特农神庙，为女神雅典娜而建。它是古希腊文明最具代表性的标志性符号之一。

## 历史

### 语源

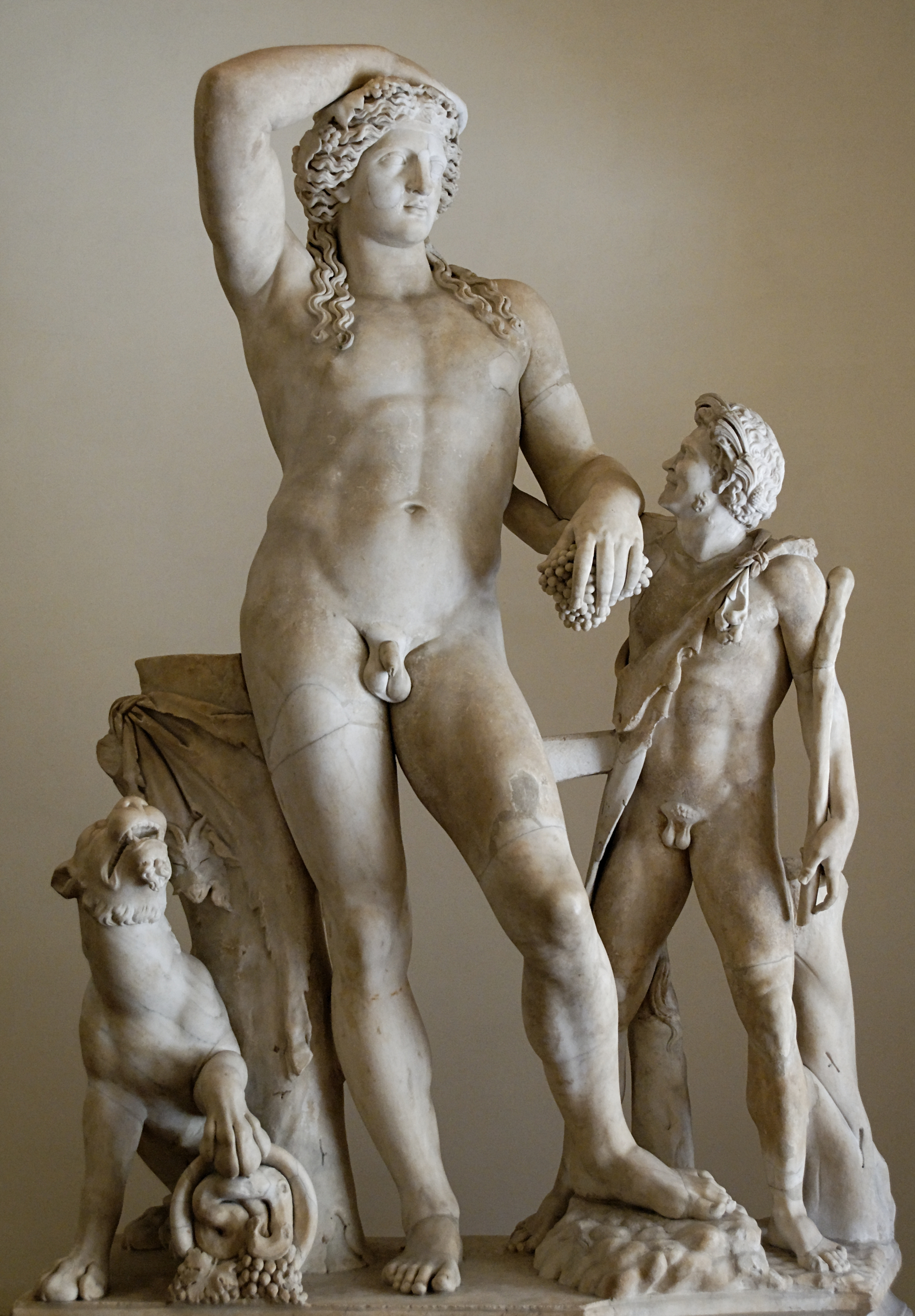

雅典最早的戲劇傳統起源於祭奠酒神狄俄倪索斯的宗教活動。传说酒神跟一群叫做萨提罗斯的半人半羊的怪物住在葡萄园里，于是人们在祭祀游行时便常常身披羊皮模仿羊叫。在希腊语中山羊写作tragos，歌手写作oidos，山羊歌手这一称呼便是现代名词“悲剧”（tragedy）的语源。戏剧演员们在舞台后面的帐篷（skene）里化妆，这便是现代“布景”（scenery）一词的语源。

### 起源
亞里士多德在他的《詩學》中說：希臘悲劇的誕生要早於撒特劇（satyr play）和喜劇，而悲劇則由頌揚狄奧尼索斯的酒神讚美詩演變而來。這些讚美詩都是人們在酣醉的時候即興創作的。西元前600年，詩人阿利翁將酒神讚美詩發展成了一種由歌隊吟唱、具有敍事性特徵的新的藝術樣式，他也被认为是第一个创作酒神颂的人。在西元前534年，一個名叫泰斯庇斯（Thespis）的人成為最早在這種敍事劇中扮演主要角色的人物，並且得到了城市的酒神節（City or Great Dionysia）所舉辦的第一次悲劇競賽的冠軍。他通過背誦臺詞和切身表演，試圖完全融入角色；同時他還使自己的表演和歌隊結合。在這種戲劇的雛形中，歌隊扮演的是敍事者和評論者的角色。泰斯庇斯被認為是古希臘最早的演員，因此以後演員們就常被叫做泰斯庇斯之徒（Thespians）。

### 發展
西元前六世紀，雅典工商業發展相當興盛，對外貿易漸趨擴大，農業生產技術也有更進一步的發展。原本剛開始流行於鄉村的一些慶祝豐收、祭祀酒神和農神的節日歌舞和儀式表演，後來傳播到城市，演變成為全國性的節日。此時，雅典的社會越趨複雜，政治運動也篷勃發展，原來簡略單純的歌舞表演，已不能滿足人們的思想感情，也無法滿足人們的需要，因此有形式上的改良與劇情的調整，經過一系列的演進後，戲劇的雛形便宣告完成。悲劇以酒神頌歌為前身，喜劇是民間的祭神歌與滑稽劇的化身。

### 黃金時代
西元前五世紀，戲劇已經正式成為雅典文化和市民生活中的重要組成部分。一年一度在酒神劇場的酒神節的重要內容便是盛大的戲劇比賽。每個參賽的劇作家都要提交一個悲劇三聯劇和一個內容相關的羊人劇作為參賽作品，後者的風格往往要比前者輕鬆和愉悅。戲劇發展到這個時期，劇中的人物由一個增至兩個，而歌隊扮演的角色則更像是一個獨立的人物，而非一個簡單的敍事者。劇作的主題也不再僅僅局限于對狄奧尼索斯的頌揚，而是開始在整個古希臘神話中取材。
也正是在這個時期，戲劇的影響傳至雅典以外的地方。雅典的酒神節仍然是一年之中最重要的戲劇活動，而每個古希臘城邦都建造了自己的劇院。現今保存最完好的是埃匹朵拉斯劇院。每個古希臘劇院都和宗教慶典活動以及神話傳說有一定的關聯。
這一時期只有四位戲劇作家有作品傳世，四個人都是雅典人。他們分別是悲劇作家埃斯庫羅斯、索福克勒斯和欧里庇得斯，以及喜劇作家阿裏斯托芬。他們的創作，以及亞里士多德的理論著述，構成了人們對古希臘戲劇的全部瞭解。
古希臘戲劇隨著雅典民主政治的發展而興盛，但是也隨著民主政治的衰敗而式微。古希臘戲劇直接服務於民主政治，呈現了民主派的爭鬥和生活，表明了他們的意願和需求，所以不論是悲劇還是喜劇，都是為民主而服務的，都帶有強烈的政治色彩。

### 希臘化時代
伯羅奔尼撒戰爭之後，雅典的勢力大大削弱，尤其是在西元前4世紀亞歷山大大帝的一系列擴張戰爭之後，政治上愈趨專制，連帶影響戲劇的發展，此時劇作家似乎也逐漸失去了活力與個性，導致希臘化時代的戲劇，走向了新的紀元，該時代相關戲劇作品，主要描述田園之樂、溫馨的家庭和愛情故事，失去了古典時代率直純真的風格。希臘化時代最主要的戲劇形式是“新喜劇”。這個時代唯一有影響力的劇作家是米南德。新喜劇對後世重要的貢獻是它影響了其後的古羅馬喜劇，尤其體現在對古羅馬重要劇作家普勞圖斯和泰倫斯的影響。

## 特徵

### 創作

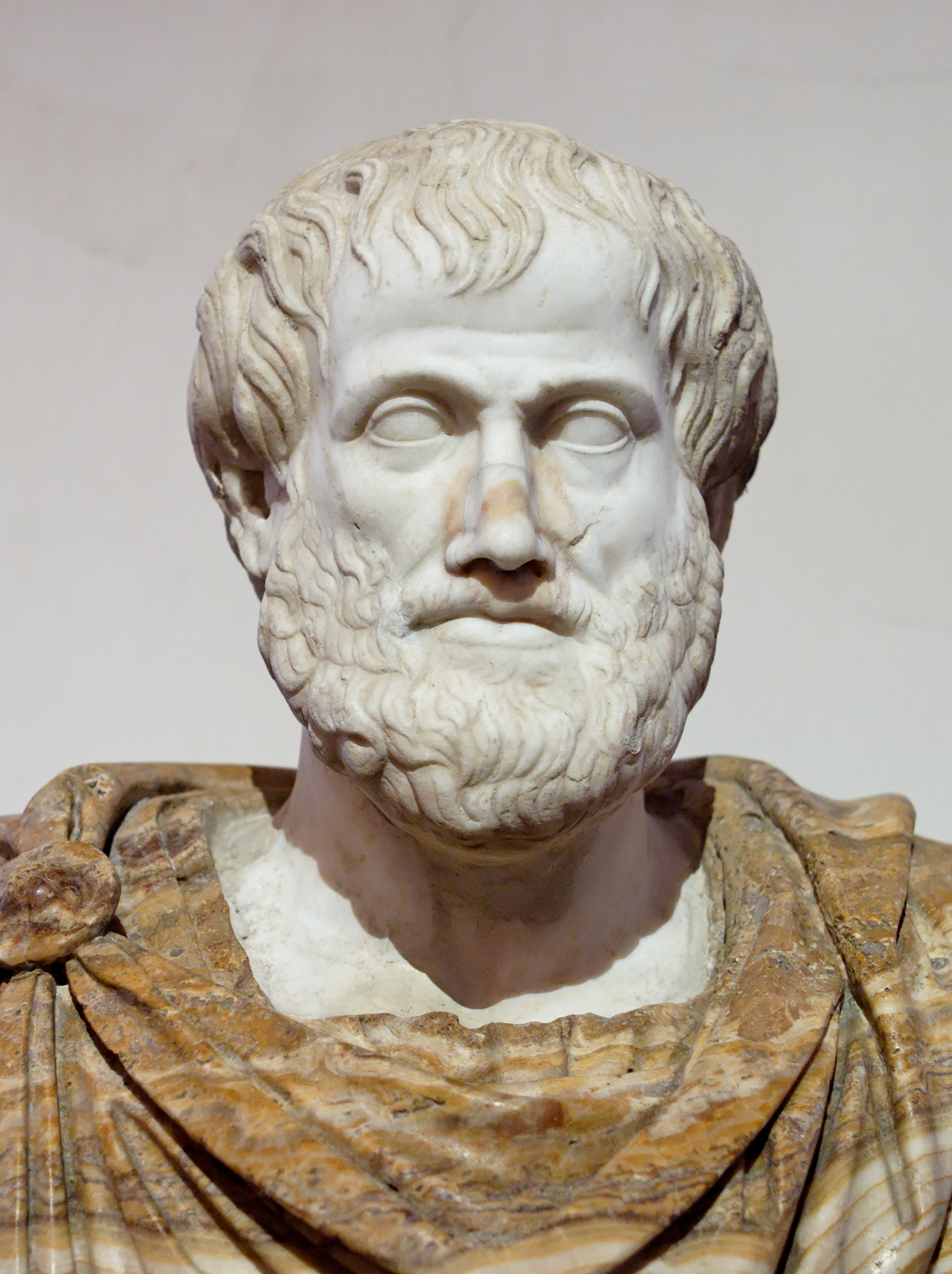

亞里士多德將古希臘戲劇的特點歸納於三一律，即時間的一致，地點的一致和表演的一致。古希臘戲劇的情節通常只發生在一天之內，地點也不變換。在情節上也往往只有一條主線，不允許其他支線情節存在。亞里士多德的提出“三一律”理論的初衷在於描述一種客觀的形式，而非規定一種理想狀態。並非所有的古希臘戲劇都遵循刻板的“三一律”，但這一理論適用於絕大多數情況。
亞里士多德在史詩中提到劇場的六大元素，分別為情節（plot）、角色（character）、思想（thought）、言語（language）、音樂（music）、與景觀（spectacle）。
當時認為悲劇和喜劇是兩種截然不同的戲劇樣式，而且沒有任何一部古希臘戲劇能夠同時涵蓋兩者的特點。而羊人劇在題裁上雖然和悲劇一樣以神祇或貴族為主角，但卻透過戲謔的精神與粗鄙的言語諷刺嘲笑劇中主角，具備喜劇的風格。

### 建築
古希臘的劇場一般都是露天的，包括三個部分：樂池（或主廳、舞池）、景屋以及觀眾席。樂池往往位於建築的中央，通常也作為舞臺，是一個周長為150米的圓形區域。樂池是演員表演和歌隊吟唱的地方,如一個伸展式舞台，也是舉行宗教儀式的場所。在樂池中央往往有個祭壇。在雅典，這座祭壇通常是為祭奠狄奧尼索斯建造。
在樂池後面是一個名為“景屋”（skene）的矩形建築，意為“帳篷”或“棚屋”。景屋的功能相當於是古希臘劇場的後臺，在這裏演員可以換服裝和面具。通常景物外有三扇門通往樂池。在有些劇場的景屋前方有一個凸出地面的表演區域，這便是現代劇場中舞臺前部的雛形。最早的景屋往往如其本義，就是一個帳篷類的結構，為宗教慶典活動而建，在慶典結束之後便被拆除。後來，隨著戲劇成為一種主流的藝術樣式，劇場也成了一種永久性的建築。有的時候人們還在景屋的外表上繪製圖案作為舞臺背景。這也是英文中“scenery”一詞的起源。
環繞在樂池周圍的坡形結構就是觀眾席。觀眾席通常依小山坡的坡度建造，觀眾們坐在整齊排列的長椅上觀賞表演。古希臘的劇場通常只能建造在形狀適宜的山坡上。古希臘劇院的規模通常很大，能夠容納1萬5千觀眾。這些劇場通常是開放式的，觀眾可以清楚地看到周圍的其他人，包括演員和歌隊，以及劇場四旁的風光。

### 表演
古希臘劇院的龐大規模決定了演員們的表演必須要比較誇張
。他們要大聲的背誦臺詞，大幅度的做出各種手勢，因為只有這樣才能保證全場的觀眾都能看到和聽到他們的表演。也正是出於同樣的原因，在戲劇表演中往往也不能使用尺寸比較小的道具，演員們要通過打手勢來喻指某些物體。歌隊以外，古希臘戲劇只有兩至三個演員（絕不超過三個演員），因此一個演員往往要同時飾演幾個不同的角色。而往往劇中的一個角色也可以同時被幾個演員飾演。
古希臘戲劇多半包含音樂和舞蹈的元素。歌隊和角色朗誦、吟唱的韻文都附加伴奏。

### 服裝和具

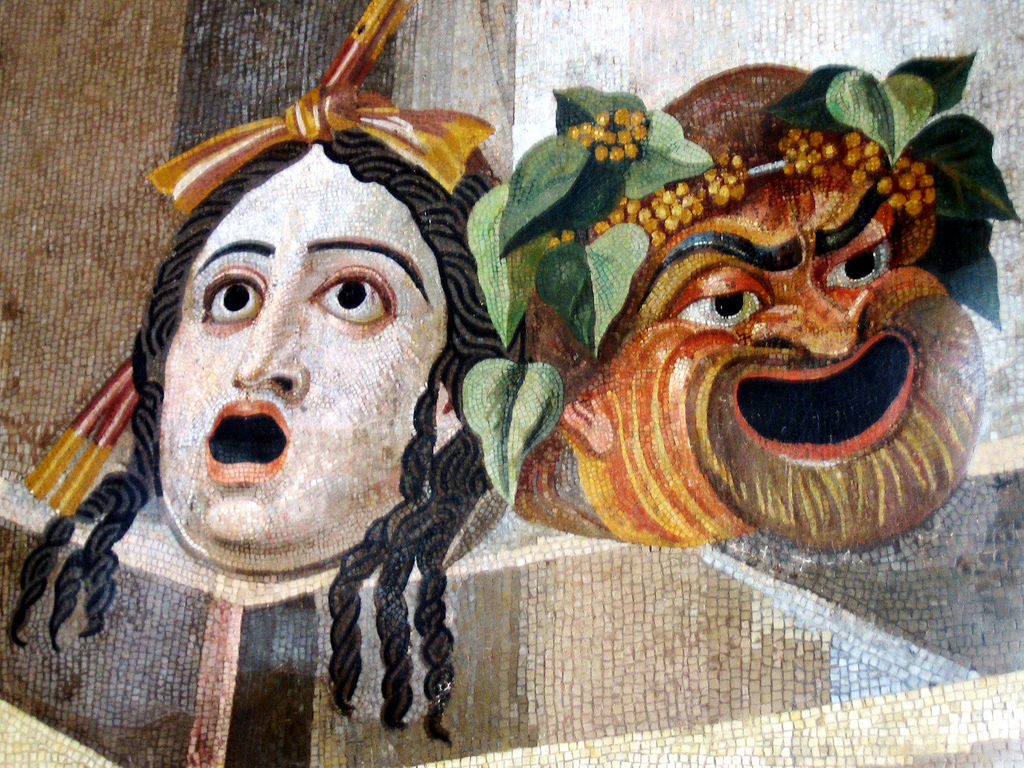
位於哈德良别墅馬賽克風格的面具

由於演員和觀眾的距離非常之遠，因此演員必須頻繁更換服裝和面具來吸引觀眾的注意。演員們利用厚底的靴子以使自己顯得高一些，有時還要帶上顏色豔麗的手套以使觀眾能夠辨認自己的手勢。
面具是戲劇中最具古希臘特色的象徵。在一部戲劇中，每個演員都有自己獨特的面具。這些面具通常用亞麻或軟木製成，所以沒有一個能夠保留到今天；但是從以古希臘演員為主題的繪畫和雕塑作品中，我們可以得知那些面具的形狀樣式。悲劇中使用的面具往往是痛苦或哀悼的表情，而喜劇中使用的面具則通常是微笑的表情，或帶有點邪惡的意味。演員在表演的時候用面具遮住整個面孔，包括頭髮在內。經過後世學者證明，這些面具的形狀有利於演員聲音的擴散，使他們的聲音更有穿透力，更加容易讓觀眾聽得清楚。

## 種類

### 悲劇
希臘悲劇通常是以古希臘神話英雄的悲壯故事為題材，經由劇場的表演，帶給觀眾一種崇高的悲壯美，籍以淨化觀眾的心境而暫時脫離人世生活的煩惱，酒神祭典中的種種狂歡作為，比如：吃生羊肉、喝葡萄酒、擊奏樂器、披山羊皮、跳扭扭舞、唱山羊歌等等，就具備了戲劇的雛型。再搭配上古希臘英雄悲壯曲折、雄渾豪邁的故事情節，於是造就希臘悲劇的誕生。跟現代的悲劇不同，結局可以是好、快樂的。
每個悲劇都表達一個完整的故事，同時是一個獨立的單位。但是，有的悲劇則將三個這樣的劇本組成三連劇，它們一方面各自獨立，另一方面又互相搭配，這樣一來組成一個陣容更大、意義連貫的整體。目前，傳世的三連劇僅有一部，為埃斯库罗斯的《俄瑞斯特亚》三联剧。。

### 喜劇
希臘喜劇的出現，則是要等到悲劇發展成熟之後才出現。直到西元前487年，喜劇才被雅典官方納入城市的狄俄倪索斯節日，和悲劇享有同等的地位。從此，喜劇得到官方的認可，也開始有相關文字記載留傳下來。
希腊喜剧與希腊悲剧比起起來，主題便是最大的差異之處。喜劇時常涉及處理當代政治或藝術問題、戰爭與和平問題以及喜劇作家所厭惡的人或事物。一般來說，他們並不常取材希臘神話，偏好自己創作劇情，常以當代的人物與局勢有密切的關係，所以用今日現代人角度來觀察，並不容易理解。

### 薩堤爾劇
薩堤爾是酒神狄俄倪索斯的跟班之一，其形象是半人半羊。在這些薩堤爾中有個叫西勒諾斯（Silenus），他在酒神的身旁，扮演了重要的角色，所以也有人們表演歌舞來紀念他，因此稱為薩堤爾劇。
薩堤爾劇在西元前六世紀晚期出現，它的形式與悲劇比較起來，沒有太多的差別，主要的差異之處，薩堤爾劇的主旨在於以嬉笑怒罵的態度、庸俗粗鄙的語言以及輕鬆不羈的行為，對劇中的主角進行嘲諷或者譏笑。薩堤爾劇從另一方面表現神祇或貴族，與悲劇有相輔相成的效果。

## 影響
後世的西方戲劇，深受古希臘戲劇內容和形式的影響，至今仍有很多古希臘戲劇，經由改編後，在世界各地上演。希臘每年都會舉辦國際戲劇節，戲劇節期間上演的劇目就有古希臘戲劇作品。

### 引用
1. ↑  房龙. . : 41. ISBN 978-7-200-07286-0.
2. ↑  希罗多德《历史》1.23
3. ↑  贺拉斯《诗艺》275-277行
4. 1 2 3  王尚德. . . 2010: 229頁.
5. ↑  王尚德. . . 2010: 185–187頁.
6. ↑  Vovolis, Thanos and Giorgos Zamboulakis. “The Acoustical Mask of Greak Tragedy.” Didaskalia Vol. 7.1 Didaskalia.net （页面存档备份，存于）
7. ↑  Kuritz, Paul (1988). The Making of Theatre History. Englewood Cliffs, NJ: Prentice Hall. ISBN 9780135478615.p.24
8. ↑  馮作民. . . 1979: 796–797頁.
9. ↑  王尚德. . . 2010: 234–236頁.
10. 1 2  王尚德. . . 2010: 236–237頁.
11. 1 2  王尚德. . . 2010: 237–238頁.
12. ↑  王尚德. . . 2010: 228–230頁.